# 최석환
최석환(崔奭煥, 1808년 ~ ?)은 조선 후기의 화가이다.
전북 옥구군 임피면(현재의 군산시 임피면)에 거주하며 포도를 잘 그렸다는 내용이 유일하며, 1870년을 전후하여 많은 양의 포도병풍을 남겼다.

## 저명한 작품
- 최석환 필 홍매도
- 최석환 필 포도도
- 최석환 필 묵포도도 8폭 병풍